# هموم متحركة
هموم متحركة رسوم متحركة فلسطينية ساخرة قصيرة، بطلها شاب اسمه صبحي. أسمر بشفتين غليظتين وشعر أشعث يراعي بثيابه ومزاجه المتقلب موضة أبناء جيله. أربع فقرات تتألف منها المجموعة، بثها تلفزيون فلسطين، وتتناول أربع حالات حياتية يعاني منها أبناء الضفة الغربية وتحديداً مدينة رام الله. وتعالج الفقرات قضايا شائكة كزحمة السير، وإطلاق النار في كل المناسبات الاجتماعية كالأعراس والنجاح والعراك، وصولاً إلى جرائم الشرف والفوضى الوظيفية في الدوائر.